# Rafael García Pérez
Rafael García Pérez, també conegut com a Rafa García (Vigo, 1949) és un atleta espanyol, establert a Catalunya, especialitzat en curses de mig fons i curses de fons.
Deixeble d'Alfonso Ortega, després de diverses victòries a nivell juvenil, l'any 1972 va quedar campió d'Espanya de 1.500. Es trasllada a la Residència Blume amb seu a Barcelona on acabà establint-se. Després d'un abandonament temporal de l'atletisme per qüestions laborals el 1973, durant els anys 80 retornà transformat en un maratonià d'èxit. Fou medallista de bronze al Campionat d'Espanya del 1984 i guanyador de la Marató de Barcelona el 1985, amb la samarreta del Futbol Club Barcelona. En 1988 també guanyà i establí el rècord masculí de la carrera "Pujada al Coll de Pal" (1:24:42).